# Вейн (округ, Теннессі)
Шаблон:StateAbbr_ 35°14′ пн. ш. 87°47′ зх. д. / 35.24° пн. ш. 87.79° зх. д.
Округ Вейн (англ. Wayne County) — округ (графство) у штаті Теннессі, США. Ідентифікатор округу 47181.

## Історія
Округ утворений 1817 року.

## Демографія
За даними перепису 2000 року загальне населення округу становило 16842 осіб, усе сільське. Серед мешканців округу чоловіків було 9244, а жінок — 7598. В окрузі було 5936 домогосподарств, 4324 родин, які мешкали в 6701 будинках. Середній розмір родини становив 2,93.
Віковий розподіл населення поданий у таблиці:
| Стать    | До 15 років | 15-21 | 22-29 | 30-39 | 40-49 | 50-65 | 65-85 | Понад 85 |
| -------- | ----------- | ----- | ----- | ----- | ----- | ----- | ----- | -------- |
| Чоловіки | 1519        | 847   | 1262  | 1716  | 1393  | 1536  | 881   | 90       |
| Жінки    | 1416        | 672   | 695   | 1037  | 1064  | 1395  | 1150  | 169      |

## Суміжні округи
- Перрі — північ
- Льюїс — північний схід
- Лоуренс — схід
- Лодердейл, Алабама — південь
- Гардін — захід
- Декатур — північний захід

## Виноски
1. ↑  U.S. Decennial Census. United States Census Bureau. Архів оригіналу за 19 липня 2018. Процитовано 14 квітня 2015.
2. ↑  Historical Census Browser. University of Virginia Library. Архів оригіналу за 16 серпня 2012. Процитовано 14 квітня 2015.
3. ↑  Forstall, Richard L., ред. (27 березня 1995). Population of Counties by Decennial Census: 1900 to 1990. United States Census Bureau. Архів оригіналу за 21 лютого 2015. Процитовано 14 квітня 2015.
4. ↑  Census 2000 PHC-T-4. Ranking Tables for Counties: 1990 and 2000 (PDF). United States Census Bureau. 2 квітня 2001. Архів оригіналу (PDF) за 18 грудня 2014. Процитовано 14 квітня 2015.
5. ↑  State & County QuickFacts. United States Census Bureau. Архів оригіналу за 10 листопада 2015. Процитовано 7 грудня 2013.(англ.) Наведено за англійською вікіпедією.
6. ↑  American FactFinder. Бюро перепису населення США. Архів оригіналу за 26 лютого 2012. Процитовано 31 січня 2008.

| США | Це незавершена стаття з географії США. Ви можете допомогти проєкту, виправивши або дописавши її. |